# Liste des palais de Sicile

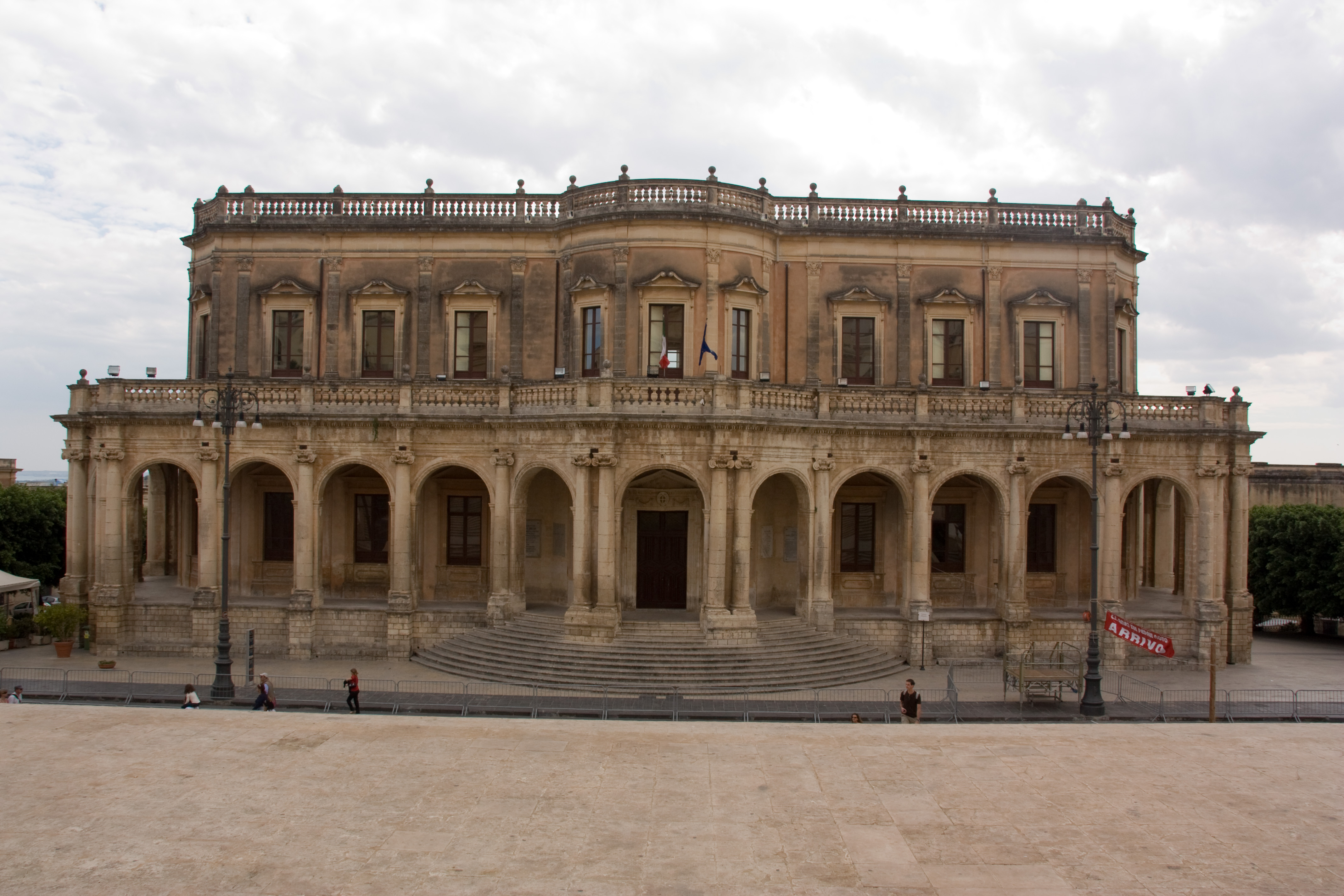
Le palais Ducezio à Noto

Cette liste recense les principaux palais de Sicile dans des villes telles que Palerme, Catane, Syracuse, Agrigente, Noto, Taormine, Raguse, Messine, ainsi que les palais (« villas ») de villégiatures comme Bagheria.

## Agrigente

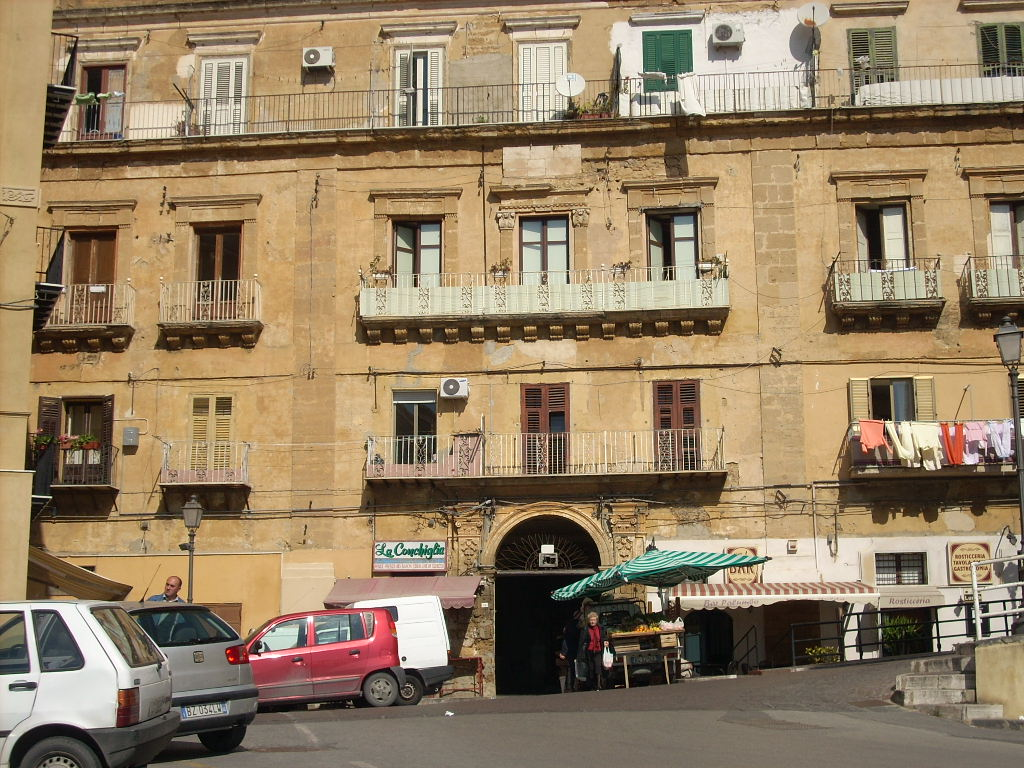
Le palais Gaetani à Agrigente

- Palais Bentivegna
- Palais Borsellino
- Palais Carbonaro
- Palais Celauro
- Palais Contarini
- Palais Filippazzo
- Palais Gaetani
- Palais dei Giganti
- Palais Tommasi

## Bagheria
- Villa Cattolica
- Villa Palagonia
- Villa Spedalotto
- Villa Valguarnera

## Catane

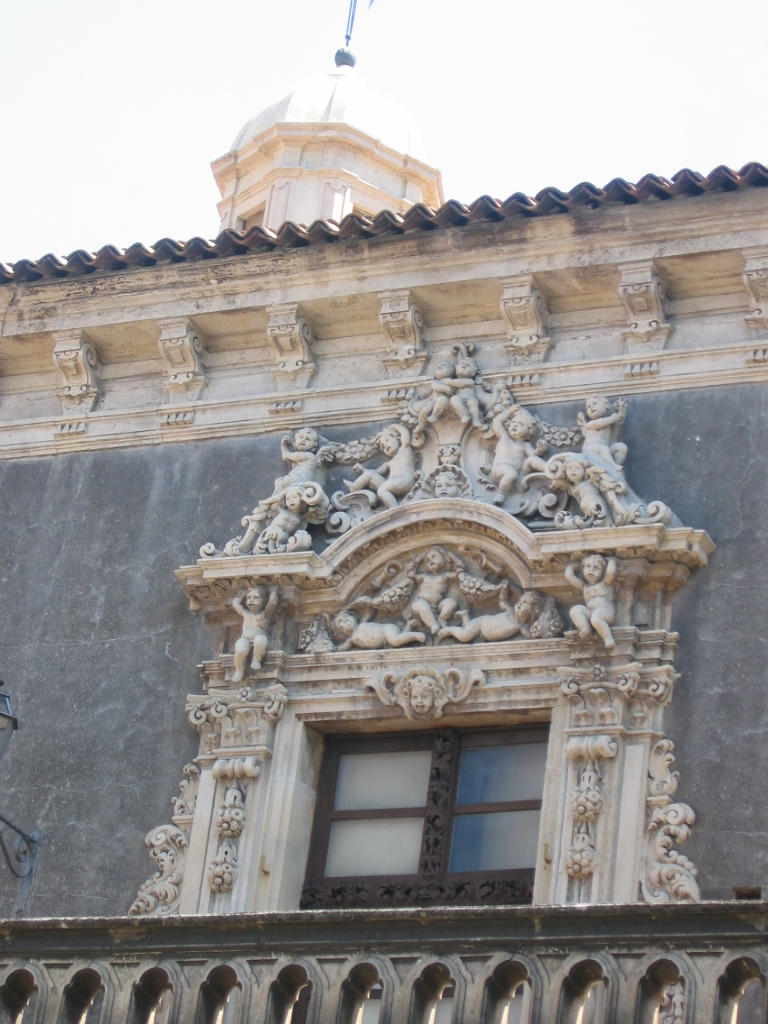
Fenêtre du palais Biscari à Catane

- Palais Biscari
- Palais Bruca
- Palais des Éléphants
- Palais Gravina Cruyllas
- Palais San Giuliano
- Palais du Séminaire des Clercs
- Palais Valle

## Noto
- Palais Ducezio
- Palais San Alfano
- Palais de Villadorata

## Palerme

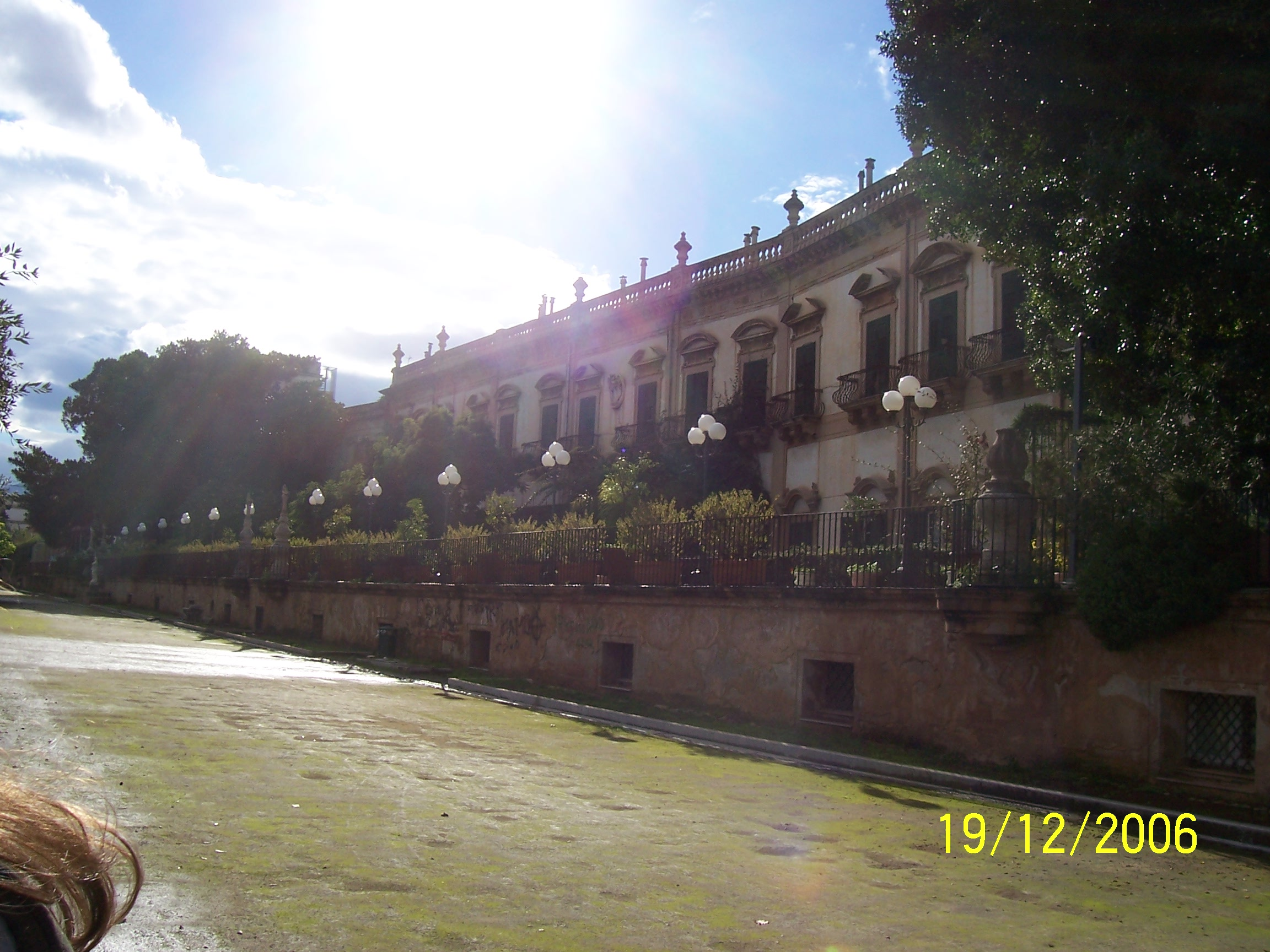
Le palais Butera sur le front de mer à Palerme

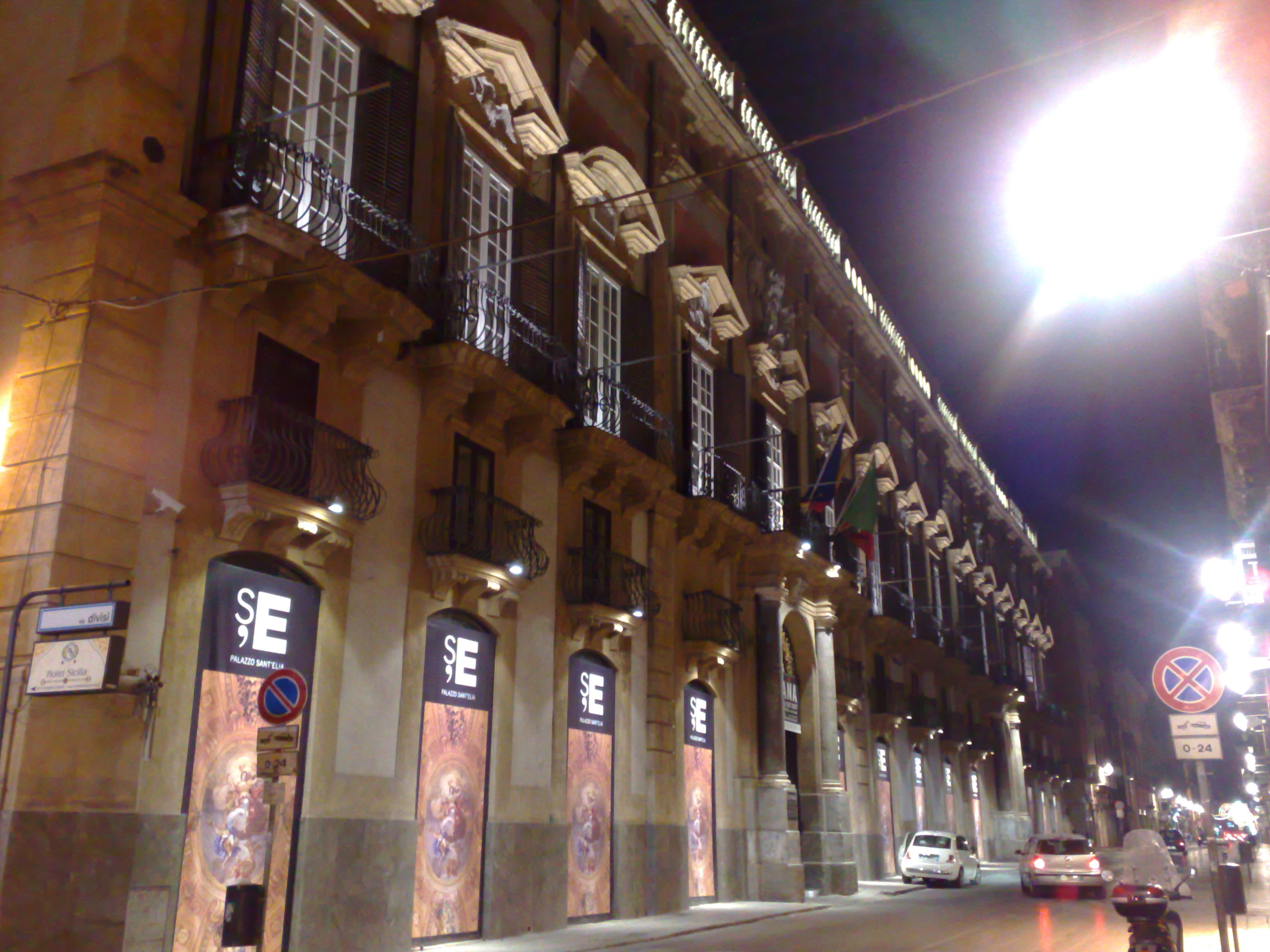
Le palais Sant'Elia à Palerme

- Palais Abatellis
- Palais Aiutamicristo
- Palais Alliata di Pietratagliata
- Palais Alliata di Villafranca
- Palais Bonagia
- Palais Branciforte
- Palais Butera
- Palais Chiaramonte-Steri
- Palais chinois (Palerme)
- Palais Comitini
- Palais Isnello

- Palais Mirto
- Palais Natoli
- Palais des Normands
- Palais d'Orléans
- Palais Palagonia
- Palais Palagonia alla Gancia
- Palais Riso
- Palais Sant'Elia
- Palais du Scibene
- Palais Sclafani
- Palais Trabucco della Torretta
- Palais Valguarnera-Gangi
- Villa Igiea
- Villino Florio
- Palais de la Zisa

## Syracuse

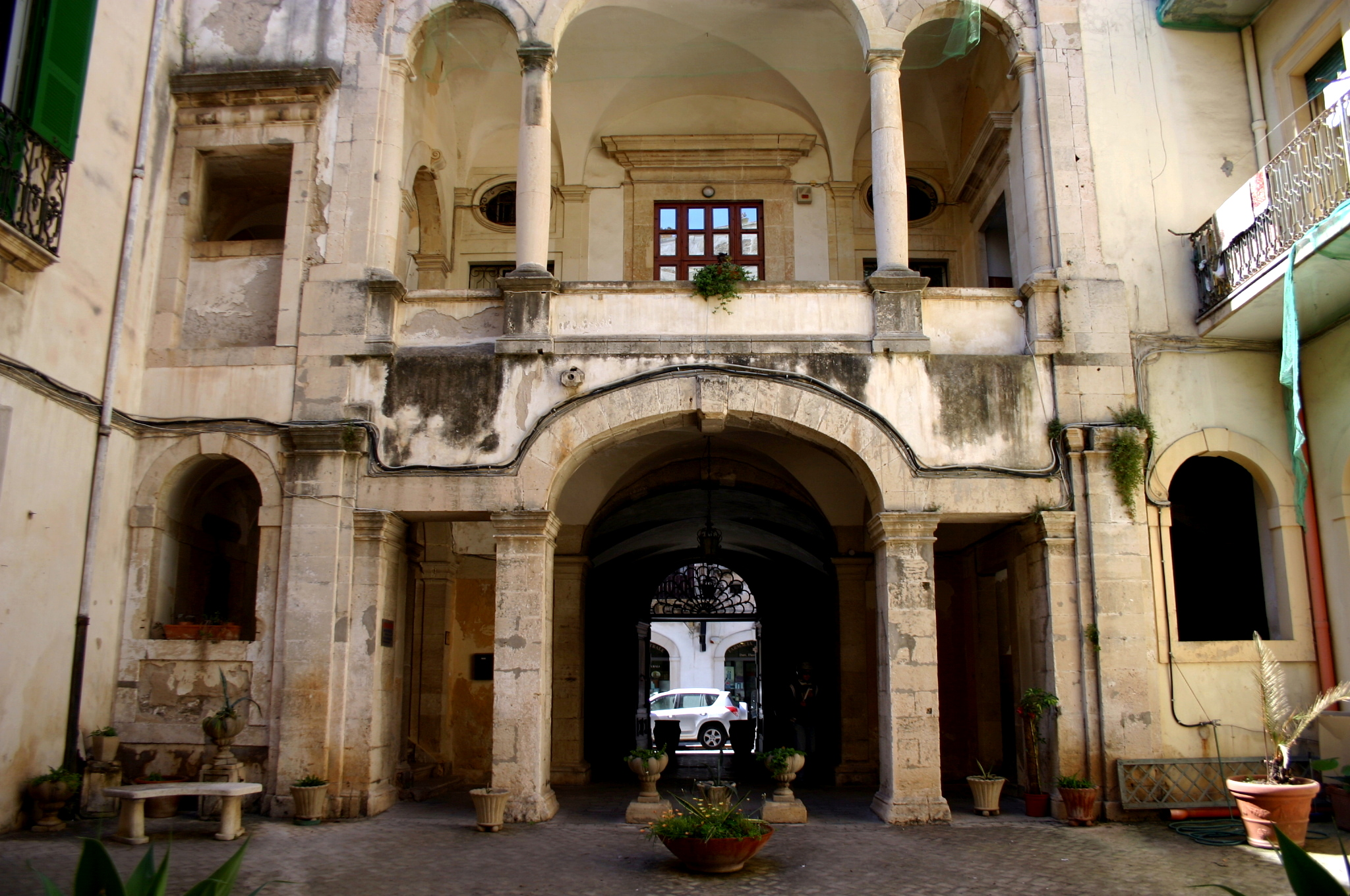
La cour du palais Bonanno à Syracuse

- Palais Bellomo
- Palais Beneventano del Bosco
- Palais Bonanno
- Palais Borgia Impellizeri
- Palais Gargallo
- Palais Impellizeri
- Palais Migliaccio
- Palais Montalto

## Taormine

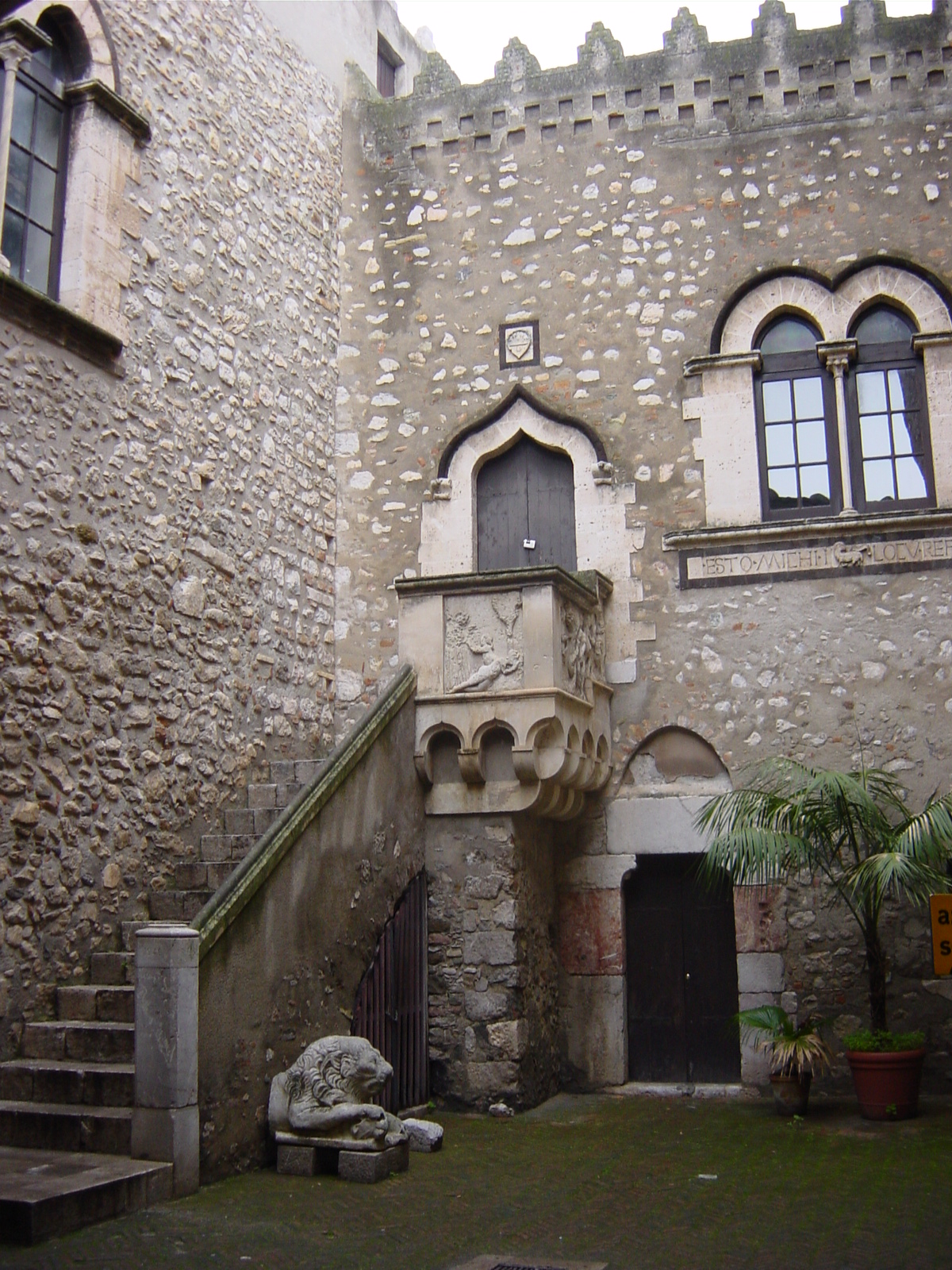
La cour du palais Corvaja à Taormine

- Palais Corvaja